# Zune

Zune — портативний медіаплеєр, відповідне програмне забезпечення та інтернет-сервіс від компанії Microsoft. Основними конкурентами для Zune є iTunes і плеєр iPod від компанії Apple.
Програвачі Zune поставляються в двох варіантах, з жорстким диском або флеш-пам'яті. Обидва варіанти здатні програвати музику та відео, відображати зображення, а також мають FM-радіо з RDS. Вони можуть обмінюватися файлами з іншими програвачами Zune за допомогою Wi-Fi, а також з Xbox 360 і ПК під керуванням Microsoft Windows через USB. Zune може бути синхронізований з Windows через Wi-Fi. Zune не сумісний з Mac OS X або Linux.

## Програмна платформа
У плеєрі Zune компанія Microsoft використовувала одну з варіацій своєї вбудованої операційної системи — Windows Embedded.
Розробникам ігор для плеєра Zune компанія Microsoft пропонує використовувати універсальний набір інструментів — Microsoft XNA, що дозволяє створювати ігри для платформ Windows, Xbox 360 і плеєра Microsoft Zune. Також людям які мали прилад з операційною системою Windows Phone 7, і їм хотілося щось перемістити на комп'ютер то їм було необхідно використати програму Zune. Zune також був плеєром для Windows Phone 7 так само, як iTunes був магазином плеєром для iPhone.